# Ceratostema calycinum
Ceratostema calycinum är en ljungväxtart som först beskrevs av A. C. Smith, och fick sitt nu gällande namn av Herman Otto Sleumer. Ceratostema calycinum ingår i släktet Ceratostema och familjen ljungväxter. Inga underarter finns listade i Catalogue of Life.